# Tachiraptor
Tachiraptor é um género de dinossauro do clado Theropoda do Jurássico Inferior da Venezuela. Sua espécie-tipo é denominada Tachiraptor admirabilis. Seus restos fósseis foram encontrados na formação La Quinta a 4 km da cidade de La Grita, no estado de Táchira, e foram datados com 200 milhões de anos.